# Bioimpedans
Bioimpedans (BIA) är en metod att mäta andelen kroppsfett. Metoden går ut på att man skickar en svag ström genom kroppen och mäter motståndet den möter. Eftersom fett och muskler leder ström olika bra går det att beräkna andelen kroppsfett. Metoden ger bäst resultat om man mäter genom så lång sträcka i kroppen som möjligt, till exempel vänster hand till höger fot. De flesta apparater för hemmabruk mäter endast fot till fot eller hand till hand och därmed endast halva kroppen. Dessa apparater ger dock en bra uppskattning av hur andelen kroppsfett förändras. Metoden bör inte användas av gravida eller personer med en pacemaker.

## Noggrannhet
Många av de tidiga forskningsstudierna visade att BIA var ganska varierande, och det ansågs av många inte som ett korrekt mått på kroppssammansättningen. Under de senaste åren (2020) har tekniska förbättringar gjort BIA mycket mer tillförlitlig och därför mer accepterat sätt att mäta kroppssammansättning. Ändå är det 4-kompartmentmodellen (4C) (DXA och MRI är acceptabla alternativ) – och inte BIA – som betraktas som referensmetoden i kroppssammansättningsanalys.
Enkla enheter för att uppskatta kroppsfett, ofta med hjälp av BIA, är tillgängliga för konsumenter som kroppsfettmätare. Dessa instrument anses generellt vara mindre exakta än de som används kliniskt eller inom närings- och medicinsk praxis. De tenderar att underskatta kroppsfettmängden med cirka 5 kg i genomsnitt, trots att de visar en linjär korrelation med MRT-baserade mätningar på 0,75 och 0,81 för kvinnor respektive män.
Uttorkning är en erkänd faktor som påverkar BIA-mätningar, eftersom den orsakar en ökning av kroppens elektriska motstånd, så har mätts orsaka en 5 kg underskattning av fettfri massa, det vill säga en överskattning av kroppsfett.
Kroppsfettmåtten är lägre när mätningar görs kort efter en måltid, vilket orsakar en variation mellan högsta och lägsta avläsningar av kroppsfettprocenten som tas under dagen på upp till 4,2 procent av kroppsfettet.
Måttlig träning före BIA-mätningar leder till en överskattning av fettfri massa och en underskattning av kroppsfettprocent på grund av minskad impedans. Träning med måttlig intensitet under 90–120 minuter före BIA-mätningar orsakar till exempel nästan 12 kg överskattning av fettfri massa, det vill säga kroppsfettet är betydligt underskattat. Därför rekommenderas det att inte utföra BIA under flera timmar efter måttlig eller högintensiv träning.
BIA anses vara rimligt korrekt för mätgrupper, med begränsad noggrannhet för att spåra kroppssammansättning hos en individ över en tidsperiod, men anses inte vara tillräckligt exakt för registrering av enskilda mätningar av individer.
Konsumentklassade apparater för att mäta BIA har inte visat sig vara tillräckligt exakta för enstaka mätningar och är bättre lämpade för användning för att mäta förändringar i kroppssammansättning över tid för individer. Tvåelektroden, till exempel fot-till-fot- eller hand-till-hand-mätning, befinns i allmänhet vara mindre exakt än metoder med fyra elektroder (tetrapolär teknik där strömkretsen tillhandahålls av ett par distala elektroder med impedans mätt som spänningsfallet mellan ett separat par proximala elektroder). Flera elektroder, vanligtvis åtta, kan användas placerade på händer och fötter, vilket möjliggör mätning av impedansen för de enskilda kroppssegmenten - armar, ben och bål. Fördelen med de multipla elektrodanordningarna är att kroppssegment kan mätas samtidigt utan att elektroderna behöver flyttas. Resultaten för vissa testade impedansinstrument visade dåliga gränser för överensstämmelse och i vissa fall systematisk bias i uppskattningen av visceral fettprocent, men god noggrannhet i förutsägelsen av viloenergiförbrukning (REE) jämfört med mer exakt helkroppsmagnetisk resonanstomografi (MRT) ) och dubbelenergiröntgenabsorptiometri (DXA).
Impedansen är frekvenskänslig och vid låg frekvens flyter den elektriska strömmen företrädesvis endast genom extracellulärt vatten (ECW), medan vid hög frekvens kan strömmen passera cellmembran och följaktligen flöda genom totalt kroppsvatten (TBW). I anordningar för bioimpedansspektroskopi (BIS) kan resistans vid noll och hög frekvens uppskattas och bör, åtminstone teoretiskt, ge de optimala prediktorerna för ECW respektive TBW och därmed kroppsfettfri massa. I praktiken är förbättringen i noggrannhet marginell. Användningen av flera frekvenser eller BIS i specifika BIA-enheter har visat sig ha hög korrelation med DXA vid mätning av kroppsfettprocent. Korrelationen med DXA kan vara så hög som 99 procent vid mätning av fettfri massa, om strikta riktlinjer följs. Det är viktigt att inse att korrelation inte är ett mått på noggrannhet eller metodöverensstämmelse. BIA-metoder anger vanligtvis 2 standardavvikelse (2 SD) för överensstämmelse med referensmetoder (till exempel DXA, MRI eller 4C-modell) på cirka ±10 procent. 

## Mätkonfiguration
Impedansen hos cellulär vävnad kan modelleras som ett motstånd (som representerar den extracellulära banan) parallellt med ett motstånd och en kondensator i serie (representerar den intracellulära banan - motståndet för intracellulär vätska och kondensatorn cellmembranet). Detta resulterar i en förändring av impedansen jämfört med den frekvens som används i mätningen. Helkroppsimpedans mäts vanligtvis från handleden till den ipsilaterala fotleden och använder antingen två (sällan) eller fyra (övervägande) elektroder. I konfigurationen med 2 elektroder (bipolär) passerar en liten ström i storleksordningen 1–10 μA mellan två elektroder, och spänningen mäts mellan desamma, medan resistansen i det tetrapolära arrangemanget mäts mellan separata par av proximalt placerade elektroder. Det tetrapolära arrangemanget är att föredra, eftersom mätningen inte störs av impedansen hos hud-elektrodgränssnittet.

## Fasvinkel
Vid bioelektrisk impedansanalys hos människor kan en uppskattning av fasvinkeln erhållas och baseras på förändringar i resistans och reaktans när växelström passerar genom vävnader, vilket orsakar en fasförskjutning. En fasvinkel finns därför för alla mätfrekvenser även om det konventionellt i BIA är fasvinkel vid en mätfrekvens på 50 kHz som beaktas. Den uppmätta fasvinkeln beror därför på flera biologiska faktorer. Fasvinkeln är större hos män än hos kvinnor och minskar med stigande ålder.